# 용안로
 용안로(Yongan-ro)는 전라남도 장흥군 용산면 용산삼거리에서 장흥군 안양면 수양삼거리를 잇는 도로이다.

## 주요 경유지
전라남도
- 장흥군 (용산면 . 안양면)

## 노선
| 이름                | 접속 노선                  | 소재지 | 소재지 | 비고 |
| ------------------- | -------------------------- | ------ | ------ | ---- |
| 용산삼거리          | 장흥대로                   | 장흥군 | 용산면 |      |
| 용산면안암리 교차로 | 접정남포로                 | 장흥군 | 용산면 |      |
| 척산교              |                            | 장흥군 | 용산면 |      |
| 용산면장전리 교차로 | 장정상금길                 | 장흥군 | 용산면 |      |
| 모산교              |                            | 장흥군 | 용산면 |      |
| 용산면차동리 삼거리 | 차동길 덕암길              | 장흥군 | 용산면 |      |
| 해방고개            |                            | 장흥군 | 용산면 |      |
|                     | 안양면                     | 장흥군 |        |      |
| 풍암삼거리          | 안양로                     | 장흥군 |        |      |
| 수양삼거리          | 국도 제18호선 (남부관광로) | 장흥군 |        |      |
| 남부관광로와 직결   |                            |        |        |      |

## 주요 건물 및 시설
- 장흥용산우체국 (용안로 3/인암리 803-1)
- 새마을금고 정남진 새마을금고 용산지점 (용안로 6/인암리 803-9)
- 농협 용산농협주유소 (용안로 10/인암리 791-12)
- 농협 용산농협 본점 (용안로 11/인암리 790-11)
- 장흥용산중학교 (용안로 13/인암리 789-7)
- 농협 안양농협주유소 (용안로 793/수양리 377-9)